# Orphaned Land

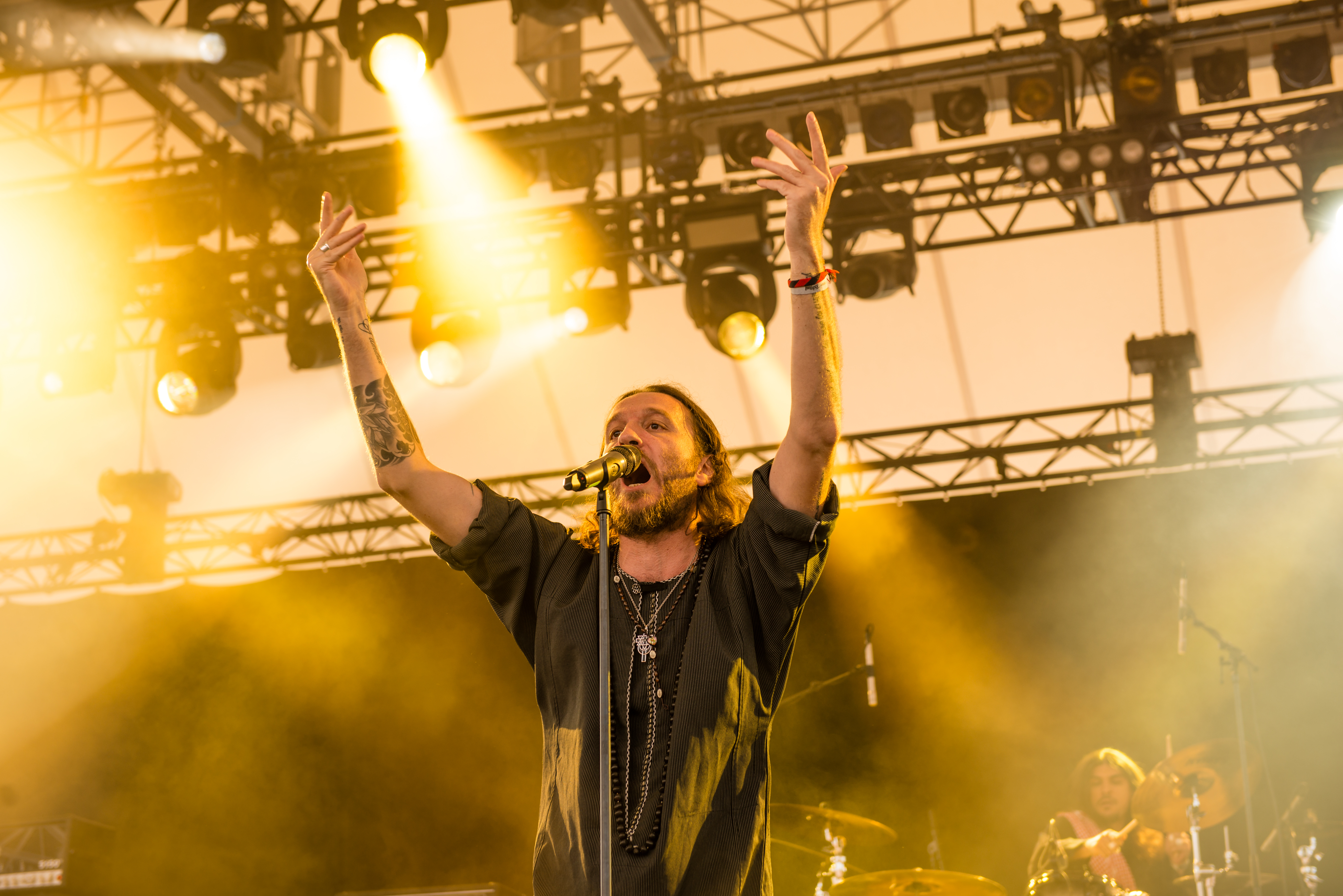
Kobi Farhi 2014

Orphaned Land är ett israeliskt progressive metal-band. Deras musik kan beskrivas som en blandning av metal och orientalisk folkmusik. Bandet använder sig ofta av traditionella judiska och arabiska instrument som oud och saz i kombination med konventionella instrument. I januari 2018 släpps den senaste skivan, konceptalbumet Unsung Prophets & Dead Messiahs.

## Historia
Orphaned Land grundades1991 och den första skivan, Sahara gavs ut 1994. 1996 följdes den av El Norra Alila. Efter ett uppehåll på åtta år släpptes Mabool: The Story of the Three Sons of Seven, en konceptskiva som handlar om hur de tre stora abrahamitiska religionerna (islam, judendom och kristendom) i form av tre söner försöker varna mänskligheten för en kommande syndaflod. Orphaned Lands texter har ofta ett budskap om fred och vänskap mellan judar och araber. I januari 2018 släpps konceptalbumet Unsung Prophets & Dead Messiahs på Century Media.

## Medlemmar
Nuvarande medlemmar
- Uri Zelcha – basgitarr, akustisk basgitarr, fretless basgitarr (1992– )
- Kobi Farhi – sång, growl, bakgrundssång (1992– )
- Matan Shmuely	– trummor, slagverk (2011– )
- Chen Balbus	– sologitarr, rytmgitarr, bouzouki, piano, saz, oud, xylofon, bakgrundssång (2012– )
- Idan Amsalem – gitarr, bouzouki (2014– )

Tidigare medlemmar
- Sami Bachar	– trummor, slagverk (1992–2000)
- Matti Svatitzki - sologitarr, rytmgitarr, akustisk gitarr (1992–2012)
- Yossi Sa'aron (Sassi)  – gitarr, oud, saz, chumbush, bouzouki, piano, bakgrundssång (1992–2014)
- Itzik Levy – keyboard, piano, sampling (1992–2000)
- Eran Asias	 – trummor, slagverk (2000–2004)
- Eden Rabin – keyboard, bakgrundssång (2001–2005)
- Avi Diamond – trummor (2004–2007)

Turnerande medlemmar
- Miri Milman	 – sång (2004)
- Shlomit Levi – sång (2004–2012)
- Tal Behar – gitarr (2005)
- Matan Shmuely – trummor (2007–2011)
- Chen Balbus – gitarr, bouzouki (2008–2012)
- Idan Amsalem – gitarr, bouzouki (2013–2014)
- Mariangela Demurtas	 – sång (2013)

## Diskografi
Demo
- 1993 – The Beloved's Cry

Studioalbum
- 1994 – Sahara
- 1996 – El Norra Alila
- 2004 – Mabool - The Story of the Three Sons of Seven
- 2010 – The Never Ending Way of ORwarriOR
- 2013 – All Is One
- 2018 – Unsung Prophets & Dead Messiahs

Livealbum
- 2011 – The Road to OR-Shalem

EP
- 2005 – Ararat
- 2015 – Sukkot in Berlin
- 2019 – The Forbidden Tracks

Singlar
- 2010 – "Estarabim"
- 2013 – "All Is One" / "Brother"
- 2018 – "Like Orpheus"
- 2018 – "We Do Not Resist"

Video
- 2011 – The Road to OR-Shalem
- 2018 – "Like Orpheus"

Samlingsalbum
- 2017 – Orphaned Land & Friends 25th Anniversary

Annat
- 2005 – Sentenced / Orphaned Land (delad EP)
- 2016 – Kna'an (studioalbum, samarbete mellan Orphaned Land och Amaseffer)